# Verona (Town)
Die Town of Verona ist eine von 34 Towns im Dane County im US-amerikanischen Bundesstaat Wisconsin. Im Jahr 2010 hatte die Town of Verona 1948 Einwohner.
Town hat in Wisconsin eine grundlegend andere Bedeutung, als im übrigen englischsprachigen Bereich. Vielmehr entspricht sie den in den anderen US-Bundesstaaten üblichen Townships, die nach dem County die nächstkleinere Verwaltungseinheit bilden.
Das Gebiet der Town of Verona ist Bestandteil der Metropolregion Madison.

## Geografie
Die Town of Verona liegt im Süden Wisconsins, im südwestlichen Vorortbereich von dessen Hauptstadt Madison. Der am Mississippi gelegene Schnittpunkt der drei Bundesstaaten Wisconsin, Iowa und Minnesota liegt rund 185 km westnordwestlich; nach Illinois sind es rund 60 km in südlicher Richtung.
Die Koordinaten des geografischen Zentrums der Town of Verona sind 42°59′17″ nördlicher Breite und 89°32′49″ westlicher Länge. Sie erstreckt sich über eine Fläche von 76 km². Die Town of Verona umschließt vollständig das Stadtgebiet der City of Verona, ohne dass diese der Town angehört.
Die Town of Verona liegt im südwestlichen Zentrum des Dane County und grenzt an folgende Nachbartowns:
| Town of Cross Plains | Town of Middleton                           | City of Madison   |
| Town of Springdale   | Kompassrose, die auf Nachbargemeinden zeigt | City of Fitchburg |
| Town of Primrose     | Town of Montrose                            | Town of Oregon    |

## Verkehr
In West-Ost-Richtung verlaufen auf einem vierspurig ausgebauten gemeinsamen Streckenabschnitt die U.S. Highways 18 und 151 durch das Gebiet der Town of Verona. Alle weiteren Straßen sind untergeordnete Landstraßen sowie teils unbefestigte Fahrwege.
Parallel zur Straße US 18 / US 151 verläuft durch die auf der Trasse einer ehemaligen Eisenbahnstrecke der Chicago and North Western Railway mit dem Military Ridge State Trail ein Rail Trail für Wanderer und Radfahrer. Im Winter kann der Wanderweg auch mit Schneemobilen befahren werden.
Der nächste Flughafen ist der Dane County Regional Airport in Wisconsins Hauptstadt Madison (rund 25 km nordöstlich).

## Bevölkerung
Nach der Volkszählung im Jahr 2010 lebten in der Town of Verona 1948 Menschen in 746 Haushalten. Die Bevölkerungsdichte betrug 25,6 Einwohner pro Quadratkilometer. In den 746 Haushalten lebten statistisch je 2,61 Personen.
Ethnisch betrachtet setzte sich die Bevölkerung zusammen aus 96,3 Prozent Weißen, 0,8 Prozent Afroamerikanern, 0,2 Prozent amerikanischen Ureinwohnern, 0,9 Prozent Asiaten, 0,1 Prozent Polynesiern sowie 0,9 Prozent aus anderen ethnischen Gruppen; 0,8 Prozent stammten von zwei oder mehr Ethnien ab. Unabhängig von der ethnischen Zugehörigkeit waren 1,5 Prozent der Bevölkerung spanischer oder lateinamerikanischer Abstammung.
22,8 Prozent der Bevölkerung waren unter 18 Jahre alt, 62,9 Prozent waren zwischen 18 und 64 und 14,3 Prozent waren 65 Jahre oder älter. 49,1 Prozent der Bevölkerung war weiblich.
Das mittlere jährliche Einkommen eines Haushalts lag bei 97.500 USD. Das Pro-Kopf-Einkommen betrug 48.691 USD. 1,5 Prozent der Einwohner lebten unterhalb der Armutsgrenze.

## Ortschaften in der Town of Verona
Neben Streubesiedlung existiert in der Town of Verona keine weitere Siedlung.